# Villa Willmer

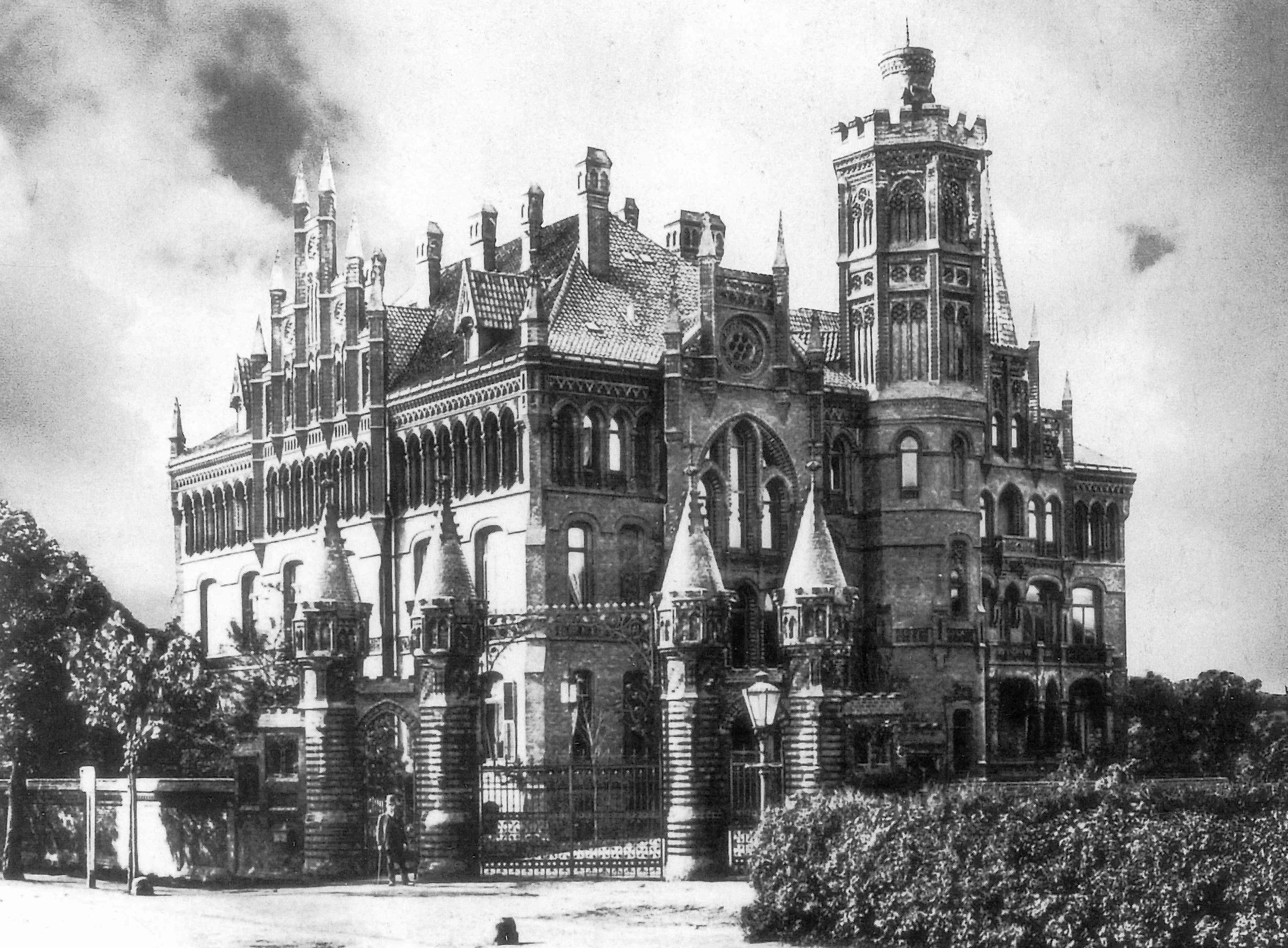
Straßenseite der Villa Willmer auf einer historischen Fotografie von Karl Friedrich Wunder, aufgenommen um 1890

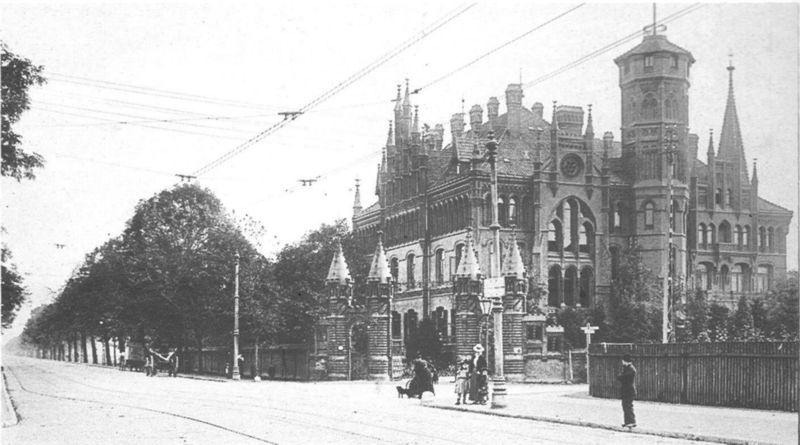
Die Tränenburg an der Hildesheimer Straße, Blick in Richtung Döhren; Foto um 1900

Die Villa Willmer (auch: Tränenburg oder „Rittergutshaus Döhren“) war ein schlossartiges Gebäude in Hannover. Standort der im 19. Jahrhundert erbauten und 1971 abgerissenen „prächtigsten und größten Villa der klassischen Hannoverschen Architekturschule“ war die Hildesheimer Straße Ecke Güntherstraße im Stadtteil Waldhausen, das Gelände des heutigen Parkplatzes nahe dem Döhrener Turm.

## Geschichte

### Hintergründe und Entstehung
Die Villa entstand auf dem Hintergrund der Biographie des Unternehmers Friedrich Willmer. Dieser hatte durch Heirat und Schenkung eine Ziegelei an der Hildesheimer Straße erworben, deren Gelände er durch Zukäufe kontinuierlich vergrößerte. Nachdem er 1878 die Ritterschafts-Stimme des Gutes „Luttmersen II“ erworben hatte, gab er seinem Grundbesitz zunächst den Namen „Rittergut Döhren II“, ab 1894, in Abgrenzung zu seinem Konkurrenten, dem Ziegeleibesitzer Carl Georg Fiedeler, den Namen „Rittergut Waldhausen“.
Um seinen sozialen Aufstieg Ausdruck zu verleihen, mangelte es Friedrich Willmer an einem repräsentativen und möglichst weithin sichtbaren Herrenhaus. Auf Anregung des Architekten Conrad Wilhelm Hase hatte Willmer die Herstellung von Verblend- und Formsteinen sowie Terrakotten in sein eigenes Ziegelei-Programm aufgenommen. Nun beauftragte er Carl Börgemann, einen Schüler von Hase, mit dem Bau des gewünschten „Schlosses“ mit den eigenen Ziegeln.

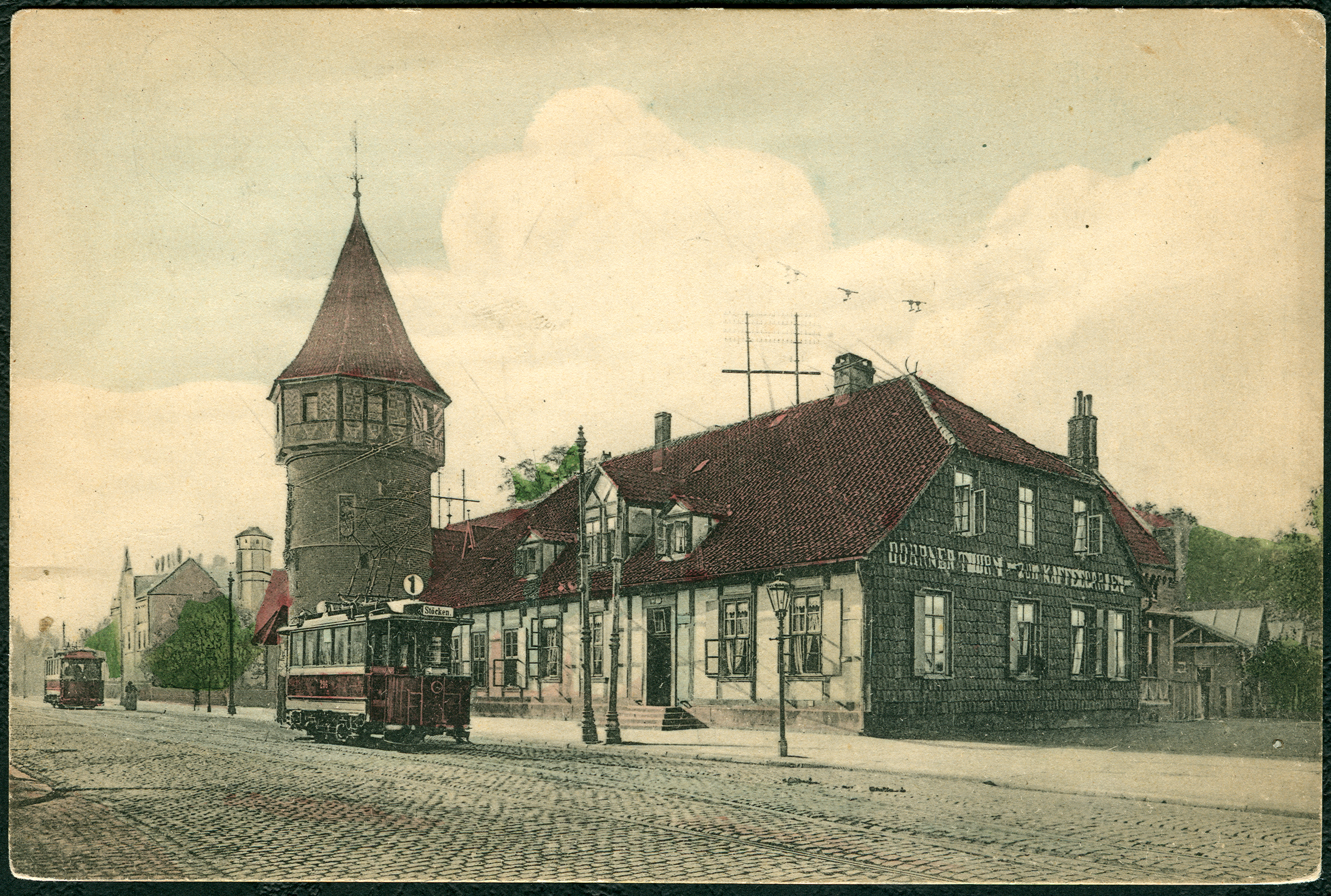
Um 1900: Der Döhrener Turm mit der Umsteigestation der Straßenbahnen, dahinter die nachgezeichnete Tränenburg;
kolorierte Ansichtskarte

So entstand von 1884 bis 1886 an der Hildesheimer Chaussee 2 (später: Hildesheimer Straße 200), auf dem später bis auf mehr als 106 Hektar vergrößerten Grundstück, doch weit entfernt vom Lärm der eigenen Ziegelei, die „Tränenburg“. Den Spitznamen für die Villa mit ihren rund 75 Zimmern vergab der Volksmund „wohl wegen Willmers harter Behandlung seiner Arbeiter“: Nach anderen Quellen soll Willmer beauftragte Handwerker dermaßen im Preis für Lieferungen und Leistungen gedrückt haben, dass ihnen „die Tränen kamen“.

### Wiederaufbaujahre und Zerstörung

„Protest!“-Anzeige gegen den Abriss des Baudenkmals Villa Willmer und für ein Niedersächsisches Denkmalschutzgesetz;
1970 in der Hannoverschen Allgemeinen Zeitung

Die Luftangriffe auf Hannover im Zweiten Weltkrieg hatte die Tränenburg vergleichsweise unbeschadet überstanden. Stattdessen fiel sie 1971 der Abrissbirne zum Opfer, wegen eines seinerzeit noch fehlenden Denkmalschutzgesetzes für das Land Niedersachsen – und wegen des Stadtbaurates Rudolf Hillebrecht: Der Bund Deutscher Architekten hatte in den Wiederaufbaujahren der Nachkriegszeit einen Ersatz für die fehlende Gesetzgebung vorgelegt in Form eines Satzungsentwurfes für den Rat der Stadt Hannover. Dem Entwurf war 1964 eine detaillierte Liste schützenswerter Bauten beigefügt, darunter die Villa Willmer. Hillebrecht hatte eine solche Schutzregelung jedoch verhindert, um der „Neugestaltung unserer Stadt“ keinerlei Einschränkungen entgegenzusetzen. Nachdem die Erben von Friedrich Willmers Tränenburg die Villa 1970 an die Hannoversche Industrie- und Wohnungsbaubetreuungs-Gesellschaft Wolf KG verkauft hatten, stellte diese nun den Antrag auf Abriss zwecks Baus neuer Appartementwohnungen. Nun erklärte Hillebrecht, „ihm [fehle] jegliche baurechtliche Handhabe“ zur Verhinderung des Abrisses. Immerhin konnte etwa der Bauhistoriker Günther Kokkelink in buchstäblich „letzter Minute“ noch einige Fotos für die Nachwelt aufnehmen von der Stelle, an der sich heute ein Parkplatz befindet.